# Autobusová doprava Kohout

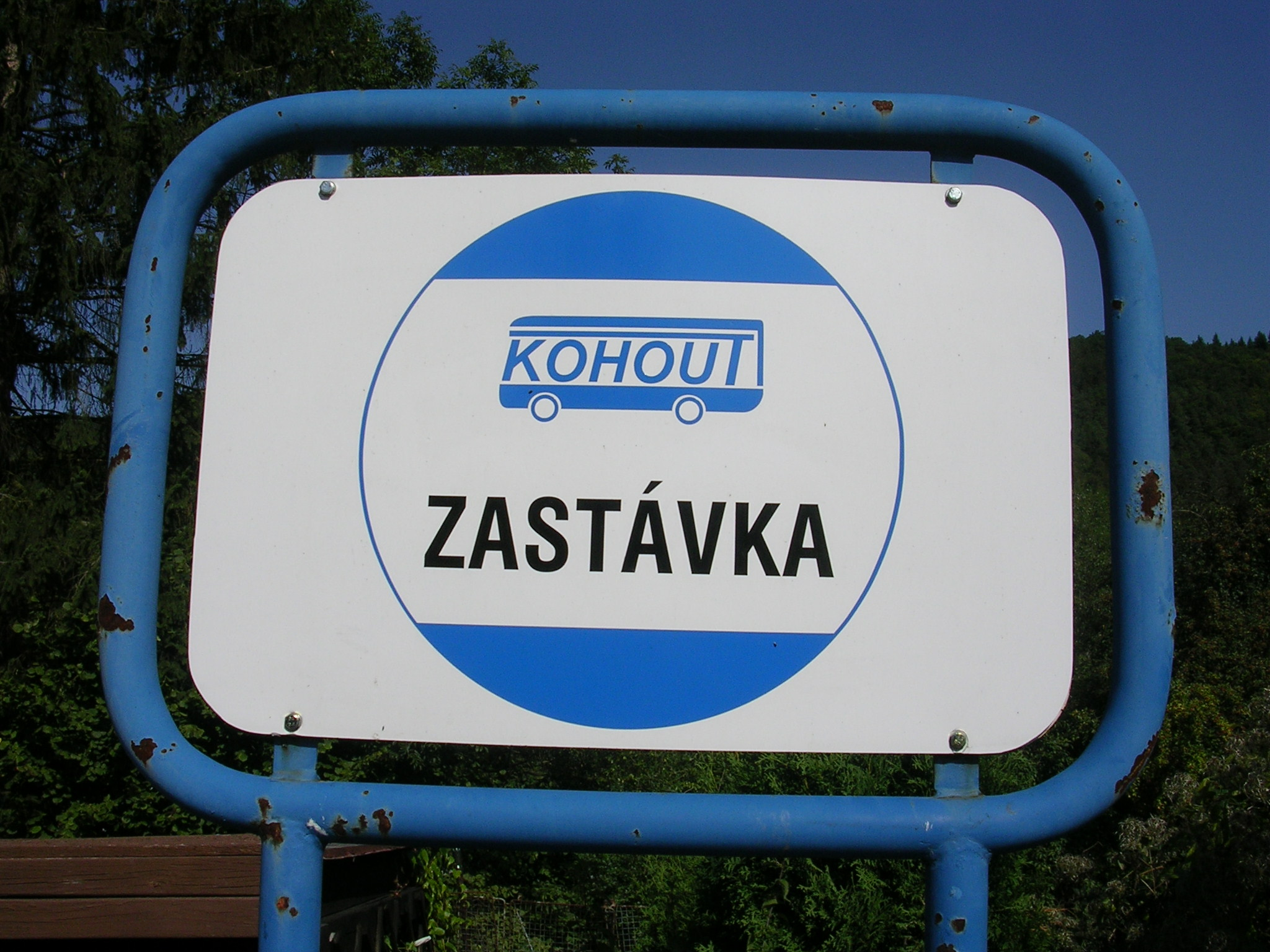
Označení zastávky firmy Kohout

Autobusová doprava Kohout s.r.o. je malá dopravní společnost z Karlovy Vsi na Rakovnicku, která provozuje dvě místní autobusové linky (310202 a 310203) v okolí Křivoklátu, s provozem několika spojů pouze v pracovních dnech. V roce 2009 byla tato firma zmiňována jako jeden ze tří autobusových dopravců zajišťujících obslužnost v okrese Rakovník. Po roce 2000 do konce února 2007 provozoval linky na živnostenský list pod firmou Slavomír Kohout Autobusová doprava Slavomír Kohout, který koncem 90. let byl starostou Karlovy Vsi. Od 1. března 2007 provozuje linky společnost s ručením omezeným, kterou vlastní z 50 % Slavomír Kohout a po 25 % Ladislav a Ivan Kohoutovi. V roce 2007 se tato firma podílela i na zajišťování náhradní autobusové dopravy mezi Příbramí a Březnicí.
Pro provoz na veřejných linkách používá dopravce autobusy SOR C 10,5, SOR LH 10,5 (po jednom vozidle od každého typu) a Čavdar-Avia.